# Hain Celestial Group
Die Hain Celestial Group ist ein US-amerikanisches Unternehmen mit Sitz in Hoboken, im US-Bundesstaat New Jersey. Hain Celestial ist ein Lebensmittelunternehmen und stellt auch Körperpflegeprodukte her.

## Geschichte
Das Unternehmen wurde 1993 von Irwin D. Simon gegründet. 1999 erwarb die H. J. Heinz Company einen Anteil von 19,5 % am Unternehmen, veräußerte ihre Beteiligung jedoch 2005 komplett.
Mitte 2015 übernahm Hain Celestial den österreichischen Sojamilchhersteller Mona (Marken Joya und Happy Soya), und Ende 2015 das Unternehmen Orchard House Foods, der größte britische Hersteller von Frischfruchtprodukten, Smoothies und Direktsäften mit etwa 1.000 Mitarbeitern und rund 40–50 Mio. £ Jahresumsatz.
Seit 2018 ist Wendy Davidson CEO des Unternehmens. Im Jahr 2023 verlegte das Unternehmen seinen Hauptsitz nach Hoboken.